# Episymploce perpulchra
Episymploce perpulchra är en kackerlacksart som först beskrevs av Robert Walter Campbell Shelford 1907.  Episymploce perpulchra ingår i släktet Episymploce och familjen småkackerlackor. Inga underarter finns listade i Catalogue of Life.